# Marcos Renan Oliveira Santana
Marcos Renan Oliveira Santana (7 de marzo de 1990) es un futbolista brasileño que se desempeña como centrocampista.
Jugó para clubes como el Grêmio Barueri, Roma, Consadole Sapporo y Fukushima United FC.

## Trayectoria

### Clubes
| Club                | País   | Año         |
| ------------------- | ------ | ----------- |
| Grêmio Barueri      | Brasil | 2010 - 2012 |
| Roma                | Brasil | 2013 - 2016 |
| Consadole Sapporo   | Japón  | 2014        |
| Fukushima United FC | Japón  | 2017        |